# Ross Brawn
Ross Brawn, född 23 november 1954 i Manchester, är en brittisk ingenjör.
Brawn har arbetat i formel 1-stallen Williams, Benetton, Ferrari, Brawn GP och Mercedes GP, i de två senaste som stallchef. Han hade i Ferrari ett mycket nära samarbete med föraren Michael Schumacher på banan och designern Rory Byrne i fabriken, vilket ledde till flera mästartitlar.
Efter ett sabbatsår blev Brawn i november 2007 stallchef för Honda. Hans arbetsgivare lämnade dock F1 efter säsongen 2008 och strax innan säsongen  2009 började köpte Brawn stallet, som då blev Brawn GP.
I januari 2017 fick han det sportsliga ansvaret för hela Formel 1-verksamheten av de nya ägarna. En post som tidigare hade innehafts av Bernie Ecclestone.

## Fotnoter
1. ↑  Companies House, Companies House person-ID: LBWQouLOcGDYEi1OqZn0LQl7SA8, läst: 24 maj 2021.[källa från Wikidata]
2. ↑  Companies House, Companies House person-ID: q9szw7I8JIn6X_3NT9Px4pxTnA8, läst: 24 maj 2021.[källa från Wikidata]
3. ↑  Tjeckiska nationalbibliotekets databas, NKC-ID: hka20211135735, läst: 3 januari 2023.[källa från Wikidata]
4. ↑  läs online, www.quirinale.it , läst: 10 april 2020.[källa från Wikidata]
5. ↑  The London Gazette 59282, s. 9, läst: 10 april 2020.[källa från Wikidata]
6. ↑  Anna Andersson (23 januari 2017). ”Bernie Ecclestone lämnar Formel 1”. Aftonbladet. http://www.aftonbladet.se/sportbladet/a/08a7B/bernie-ecclestone-lamnar-formel-1. Läst 21 september 2017.